# Janez Jenko
Za istoimenskega duhovnika glej Janez Jenko (duhovnik).
Janez Jenko, slovenski teolog, duhovnik  in škof, * 5. maj 1910, Mavčiče, † 24. december 1994, Koper.
Janez Jenko je bil koprski škof med letoma 1977 in 1987.

## Škofovsko geslo
Fides - Victoria (Vera - Zmaga) 
"Zmaga, ki premaga svet, je naša vera" (1Jn 5,4).

## Življenjepis
Rodil se je očetu Francu in materi Marijani (roj. Oblak). Osnovno šolo je obiskoval v Mavčičah, zatem pa je živel na Bledu, pri stricu Janezu Oblaku, blejskemu župniku in graditelju sedanje župnijske cerkve. Maturiral je v Škofovih zavodih v Ljubljani, kjer je tudi končal študij teologije. Duhovniško posvečenje je prejel 8. julija 1934. Kot kaplan je služboval v Kostanjevici na Krki, nato v Škofovih zavodih kot prefekt, za tem pa 24 let v Beogradu, kot profesor verouka na gimnaziji. Šestnajst let je bil urednik verskega mesečnika Blagovest. Škofovsko posvečenje je prejel 6. septembra 1964, kot naslovni škof Acufide, posvetil ga je beograjski nadškof Gabrijel Bukatko.
17. julija 1964 je postal apostolski upravitelj novoustanovljene Apostolske administracije za Slovensko primorje, ki je obsegala večino ozemlja kasnejše škofije Koper (obnovljene po vnovični razdelitvi tržaško-koprske škofije). 17. oktobra 1977 je bil imenovan za prvega koprskega škofa. Leta 1985 je opravil škofovsko posvečenje Metoda Piriha, ki je postal njegov koadjutor (škof naslednik) in ga čez dve leti, 15. aprila 1987, ob njegovi upokojitvi, tudi nasledil. 
Škofa Jenka so po njegovi želji pokopali v koprski stolnici, pred stranskim oltarjem. 30. decembra 2015, ob obletni maši v spomin škofa Jenka, so njegove posmrtne ostanke preselili v novozgrajeno in blagoslovljeno škofovsko grobnico, nad katero je kamnit pokrov z grbom koprske škofije in letnico MMXV. 